# Iryo
Iryo és una marca d' Intermodalidad de Levante SA, un operador ferroviari privat d'alta velocitat a Espanya. L'empresa és propietat conjunta de Trenitalia, Air Nostrum i el fons d'inversió en infraestructures Globalvia .
Els trens van començar a operar a la línia d'alta velocitat Madrid-Barcelona el novembre de 2022, en competència amb els serveis AVE i Avlo del ferrocarril nacional Renfe i la companyia de baix cost de propietat francesa Ouigo España. Per tant, Espanya és el primer país d'Europa amb tres operadors ferroviaris d'alta velocitat competidors.
El servei va començar amb 12 trens diaris a la ruta entre Madrid i Barcelona, de vegades fent escala a Saragossa. Iryo va afegir una ruta Madrid- Conca - València el desembre de 2022, amb els trens Madrid- Còrdova - Sevilla / Màlaga programats per començar a operar el març de 2023 i els trens Madrid- Albacete - Alacant anunciats per al juny de 2023.
Per al material mòbil, l'empresa va demanar vint noves unitats Frecciarossa 1000, similars a les que s'utilitzen a Itàlia des del 2015. Nou d'ells havien arribat quan va començar el servei a Barcelona. A més llarg termini, també podran adquirir trens d'ample variable per donar servei a zones de Galícia a les quals només es pot accedir per vies d'ample ibèric.

## Rutes
| Origen                                   | Parades                                                                 | Destí                    | Freqüències                | Millor duració (entre origen i destí) | Duració total (totes les parades) | Observacions      |
| Corredor Nord-Est                        | Corredor Nord-Est                                                       | Corredor Nord-Est        | Corredor Nord-Est          | Corredor Nord-Est                     | Corredor Nord-Est                 | Corredor Nord-Est |
| ---------------------------------------- | ----------------------------------------------------------------------- | ------------------------ | -------------------------- | ------------------------------------- | --------------------------------- | ----------------- |
| Madrid-Puerta de Atocha-Almudena Grandes | Saragossa-Delicias · Camp de Tarragona                                  | Barcelona-Sants          | 14 trens diaris per sentit | 2 hores i 30 minuts                   | 2 hores i 45 minuts               |                   |
| Corredor Est                             |                                                                         |                          |                            |                                       |                                   |                   |
| Madrid-Chamartín-Clara Campoamor         | Conca-Fernando Zóbel                                                    | València-Joaquim Sorolla | 8 trens diaris per sentit  | 1 hora i 49 minuts                    | 1 hora i 55 minuts                |                   |
| Madrid-Chamartín-Clara Campoamor         | Conca-Fernando Zóbel · Albacete-Los Llanos                              | Alacant                  | 2 trens diaris per sentit  | 2 hores i 25 minuts                   | 2 hores i 25 minuts               |                   |
| Corredor Sud                             |                                                                         |                          |                            |                                       |                                   |                   |
| Madrid-Puerta de Atocha-Almudena Grandes | Córdoba                                                                 | Sevilla-Santa Justa      | 4 trens diaris per sentit  | 2 hores i 34 minuts                   | 2 hores i 34 minuts               |                   |
| Madrid-Puerta de Atocha-Almudena Grandes | Córdoba · Antequera-Santa Ana                                           | Málaga-María Zambrano    | 2 trens diaris per sentit  | 2 hores i 35 minuts                   | 2 hores i 35 minuts               |                   |
| Altres corredors                         |                                                                         |                          |                            |                                       |                                   |                   |
| Barcelona-Sants                          | Saragossa-Delicias · Madrid-Puerta de Atocha-Almuenda Grandes · Córdoba | Sevilla-Santa Justa      | 2 trens diaris per sentit  | 5 hores i 50 minuts                   | 5 hores i 50 minuts               |                   |